# Sacred Games
Sacred Games (br: Jogos Sagrados) é uma série de televisão indiana baseado no romance de mesmo nome de Vikram Chandra de 2006. É a primeira série original da Netflix na Índia.

## Elenco
- Saif Ali Khan	...	 Inspetor Sartaj Singh
- Nawazuddin Siddiqui	...	 Ganesh Gaitonde
- Neeraj Kabi	...	 Parulkar
- Aamir Bashir	...	 Majid
- Shalini Vatsa	...	 Kanta Bai
- Elnaaz Norouzi	...	 Zoya Mirza
- Luke Kenny	...	 Malcolm
- Radhika Apte	...	 Anjali Mathur
- Jitendra Joshi	...	 Constable Katekar
- Jatin Sarna	...	 Bunty
- Surveen Chawla	...	 Jojo Mascarenas
- Paul Ogola	...	 Erico

## Recepção
Após o lançamento, a série recebeu críticas positivas dos críticos, com elogios às atuações. O programa detém uma classificação fresca de 92% no site Rotten Tomatoes, com base em 25 avaliações, com uma classificação média de 6,62 de 10. O consenso crítico diz: "Lindo, sombrio e inesperado, Jogos Sagrados é salvo de sua premissa processual por sua trama densa e excelente elenco".
Sacred Games foi renovada para uma segunda temporada.

## Prêmios e indicações
2019: Emmy Internacional
1. Melhor Série Dramática (indicado)